# Шаров Микола Павлович
Микола Павлович Шаров (нар. 8 червня 1937, Москва, СРСР — пом. 26 липня 2001, Москва, Росія) — радянський російський футболіст, нападник. Майстер спорту СРСР.

## Життєпис
Вихованець ФШМ-2 (Москва). У 1955-1956 роках грав за дубль московського «Спартака», в 1957-1958 перебував у заявці ЦСКА МО. Надалі грав за команди другого й третього дивізіонів радянського чемпіонату: СКВО Одеса (1959), «Трудові Резерви» Липецьк (1960), «Знамя Труда» Орехово-Зуєво (1961-1963), «Труд» Воронеж (1963-1965), «Локомотив» Калуга (1965-1967), «Урожай» Павловська (1967), «Торпедо» Люберці (1968).
Фіналіст Кубка СРСР 1962 року.